# Pelargonium hemicyclicum
Pelargonium hemicyclicum är en näveväxtart som beskrevs av Hutchinson och C. A. Smith. Pelargonium hemicyclicum ingår i släktet pelargoner, och familjen näveväxter. Inga underarter finns listade i Catalogue of Life.